# Prado del Rey
Prado del Rey er en by og kommune i det sydlige Spanien i provinsen Cádiz. Den har et indbyggertal på 5.667 (2024) indbyggere.